# Vermont megyéinek listája
Ez a lista Vermont állam megyéit sorolja fel.

## A lista
| Név              | Főváros               | Alapítása  | Névadó                   | Terület (km²) | Népesség | Kép | Helyjelölő térkép |
| ---------------- | --------------------- | ---------- | ------------------------ | ------------- | -------- | --- | ----------------- |
| Addison megye    | Middlebury            | 1785-10-18 | Joseph Addison           | 807.76        | 37363    |     |                   |
| Bennington megye | Bennington Manchester | 1777       | Benning Wentworth        | 1755          | 37347    |     |                   |
| Caledonia megye  | St. Johnsbury         | 1792       | Skócia                   | 1703          | 30233    |     |                   |
| Chittenden megye | Burlington            | 1787       | Thomas Chittenden        | 1605          | 168323   |     |                   |
| Essex megye      | Guildhall             | 1800       | Essex                    | 1745          | 5920     |     |                   |
| Franklin megye   | St. Albans            | 1792-11-05 | Benjamin Franklin        | 1792          | 49946    |     |                   |
| Grand Isle megye | North Hero            | 1805       | Grand Isle               | 504           | 7293     |     |                   |
| Lamoille megye   | Hyde Park             | 1836       | Lamoille River           | 1201          | 25945    |     |                   |
| Orange megye     | Chelsea               | 1781       | III. Vilmos angol király | 1792          | 29277    |     |                   |
| Orleans megye    | Newport               | 1792       | Orléans                  | 1868          | 27393    |     |                   |
| Rutland megye    | Rutland               | 1781       | Rutland                  | 2447          | 60572    |     |                   |
| Washington megye | Montpelier            | 1811       | George Washington        | 695           | 59807    |     |                   |
| Windham megye    | Newfane               | 1781       | Windham                  | 2066.822      | 45905    |     |                   |
| Windsor megye    | Woodstock             | 1781       | Windsor                  | 977           | 57753    |     |                   |